# Jbzd.com.pl
jbzd.com.pl (pełna nazwa jeb z dzidy, skrótowo JBZD, potocznie dzida lub zdrobniale dzidka) – polska strona internetowa będąca zbiorem głównie humorystycznych grafik oraz memów internetowych. Umożliwia dodawanie własnych obrazków oraz komentowanie i ocenianie już istniejących, ponadto oferuje mikroblog do wypowiedzi, dyskusji i głosowań na niemal dowolne zgłoszone tematy. Serwis był notowany w rankingu Alexa na miejscu 76 w Polsce, 7 423 na świecie.
Z badań przeprowadzonych przez Gemius w lipcu 2020 roku strona plasowała się na trzecim miejscu wśród polskich portali z humorem wyprzedzając między innymi kwejk.pl oraz zanotowała najwięcej odsłon spośród wszystkich przebadanych stron.

## Historia
JBZD zostało założone przez Dymitra Głuszczenkę, twórcę strony Kwejk.pl w odpowiedzi na powstanie serwisu chamsko.pl. Widząc w nim potencjał chciał go wykupić, jednak właściciel zaproponował tak wysoką kwotę, że Dymitr założył się ze swoim wspólnikiem, że w dwa tygodnie założy własną podobną stronę i wypromuje ją na kwejku, co się udało. W 2013 roku, dwa lata po powstaniu, witryna miała już ponad 70 milionów odsłon miesięcznie, czyli tyle, co ówczesna połowa odsłon serwisu Demotywatory.pl.
W listopadzie 2014 roku z serwisu realnie korzystało ponad 746 tysięcy internautów plasując go na 13 miejscu spośród krajowych serwisów z humorem w rankingu Megapanel PBI/Gemius. Sześć lat później, w lipcu 2020 roku, portal posiadał niemal 856 tysięcy realnych użytkowników, którzy wygenerowali ponad 123 miliony odsłon, czyniąc go najczęściej odwiedzanym serwisem humorystycznym w Polsce.

## Charakterystyka
W pierwotnym założeniu miało to być miejsce skupione na czarnym humorze i kontrowersyjnych treściach, wliczając w to między innymi gore, pozbawione reklam.
Obecnie strona opiera się na internetowych memach i społecznościowym blogu, odchodząc od swojego pierwotnego założenia. Jednak społeczność skupiona wokół portalu niejednokrotnie nawiązuje do czarnego humoru między innymi poprzez sugestię czy pochwałę samobójstwa oraz depresji, a także poprzez wspominanie o rzekomych zapędach zoofilskich wśród administracji. Jedną z miejskich legend portalu jest historia o rzekomym odebraniu sobie życia przez użytkownika AdamW, gdzie pozostali użytkownicy najpierw z niego szydzili, a po pozornej śmierci i braku logowania od dłuższego czasu zaczęli wyrażać swoje obawy o niego. Trzy lata po tym wydarzeniu użytkownik AdamW skomentował jeden z obrazków upamiętniających jego osobę, dementując informację o swoim samobójstwie.
Tematyka i słownictwo subkultury internetowej, jaka wytworzyła się na portalu, staje się przedmiotem badań naukowych.
Do portalu i jego tematyki nawiązywał w swoich wypowiedziach między innymi redaktor TvGry Szymon Liebert, piłkarz Michał Pazdan czy polityk Artur Dziambor.

## Struktura
Portal jest podzielony na kilka głównych części. Na stronie głównej prezentowane są treści zatwierdzone przez administratorów. W górnym panelu jest odnośnik do mikrobloga, gdzie prowadzone są dyskusje i ankiety, materiałów wideo, treści oczekujących na akceptację, generatora linków do losowego materiału ze strony oraz do najwyżej ocenionych treści przez społeczność.
Prezentowane materiały są podzielone na działy, z których część jest dostępna po zalogowaniu i weryfikacji wiekowej, ze względu na treści erotyczne lub drastyczne. Ogólnie dostępne działy to: motoryzacja, wiedza, humor, polityka, dowcipy, pasty, czarny humor, gry, pytanie, sport, hobby, filmy oraz ciekawostki.